# Thelotrema khasianum
Thelotrema khasianum är en lavart som beskrevs av Patw. & Nagarkar 1980. Thelotrema khasianum ingår i släktet Thelotrema och familjen Thelotremataceae.   Inga underarter finns listade i Catalogue of Life.